# Trionyx
La tortuga de closca tova africana o del Nil (Trionyx triunguis) és una espècie de tortuga de la família Trionychidae, o tortugues de closca tova. És l'única espècie del gènere Trionyx.

## Descripció
En la família Trionychidae la tortuga de closca tova africana és una de les espècies considerades entre les més grans. Es documenten exemplars d'aquesta espècie que han assolit els 95 cm de longitud a la closca. La closca dels adults és de color castany, relativament pla i de forma ovalada. Com les altres tortugues de la seva família, aquesta tortuga té la closca coberta per pell en comptes de plaques còrnies. Les femelles usualment aconsegueixen de 50 a 80 cm a la closca, amb un pes màxim d'uns 40 kg. Els mascles són més petits que les femelles, amb un pes mitjà d'uns 25 kg. La cua dels mascles és també més llarga i robusta que la de les femelles. Es manté en l'aigua la major part del temps. Surt a prendre sol.

## Distribució
Aquesta tortuga és natural de l'extrem sud-est d'Europa, des de Turquia, Orient i la major part del continent africà. S'absenta de l'extrem nord-oest i sud d'Àfrica. Habita en llocs d'aigua dolça de poca corrent, llacs, llacunes, rius. Almenys en alguns llocs (Nigèria) demostra preferència pels cursos d'aigua amb vegetació alta a la vora. També habita en dipòsits d'aigua salobre i en les costes del mar.

## Estat de conservació
Es considera en perill d'extinció. S'embolica amb el niló de pesca abandonades i pot morir de les limitacions i ferides que aquestes deixalles proporcionen.

## Reproducció
Les femelles dipositen de 25 a 100 ous en un buit que excaven a prop de l'aigua, usualment en zones arenoses. La closca dels nadons mesura de tres a quatre centímetres de longitud.

## Alimentació
S'alimenta de peixos, amfibis, crustacis, altres invertebrats i vertebrats que aconsegueixi atrapar. En la seva dieta s'inclouen plantes i les llavors de les palmes.